# غوران ستويليكوفيتش
غوران ستويليكوفيتش هو لاعب كرة قدم صربي في مركز الهجوم، ولد في 14 ديسمبر 1970 في ليسكوفاتس في صربيا. لعب مع النجم الأحمر بلغراد ورادنيتشكي نيش وريال مايوركا ونادي خيتافي ونادي دوبوسيكا ونادي فويفودينا ونادي ليغانيس.